# 愛德華多·博索納羅
愛德華多·博索納羅（葡萄牙語：Eduardo Nantes Bolsonaro；1984年7月10日—）是巴西律師、從政者，是巴西第38任總統雅伊爾·博索納羅的第3個孩子。愛德華多於2014年當選巴西聯邦眾議員，2015年上任，隸屬社会自由党，2018年成功連任。
2019年2月，愛德華多宣佈加入由斯蒂芬·班農創建的「運動」。